# Калинин, Алексей Михайлович
Алексей Михайлович Калинин (1 августа 1928, д. Костинское, Вологодская губерния — 1 сентября 2004, Москва) — военно-морской деятель, адмирал.

## Биография
Окончил Высшее военно-морское училище имени М. В. Фрунзе (1946—1950), Высшие специальные офицерские классы ВМФ (1952—1953), Военно-морскую академию (1963—1966), Высшие академические курсы Военной академии Генерального штаба Вооружённых Сил имени К. Е. Ворошилова (1977).
Службу проходил на кораблях Северного флота: командиром артиллерийской боевой части (1950—1952), старшим помощником командира (1953—1960), командиром (1960—1963) эсминца «Сведущий», начальником штаба бригады противолодочных кораблей (1966—1969), начальником штаба (1969—1973) и командиром (1973—1975) 7-й оперативной эскадры кораблей.
В 1975—1981 г.г. — начальник штаба и в 1981—1983 г.г. — 1-й заместитель командующего Балтийским флотом.
В 1983—1985 г.г. — командующий Черноморским флотом.
В 1985—1987 г.г. — советник Группы генеральных инспекторов Министерства обороны СССР;
В 1987 г. уволен в отставку.
В 1984—1989 г.г. был депутатом Верховного Совета СССР 11 созыва.
Контр-адмирал (1975), вице-адмирал (1978), адмирал (1983).

## Награды
- орден Ленина
- 2 ордена Красной Звезды
- Орден «За службу Родине в Вооружённых Силах СССР» 3-й степени